# Batalha de Pehuajó
A Batalha de Pehuajó, também conhecida como Batalha de Corrales ou Batalha de Itati, sob o contexto da Guerra do Paraguai, foi travada em 31 de janeiro de 1866.
Cerca de 1500 soldados paraguaios comandados pelo General Francisco Isidoro Resquín e pelo Tenente Celestino Prieto engajaram um ataque surpresa contra um batalhão formado por cerca de 2000 homens dos exércitos argentino e uruguaio, liderados pelo General Emilio Conesa, sob comando direto do presidente da Argentina, Bartolomé Mitre.

## Antecedentes
Após a invasão paraguaia do Brasil e o bombardeio de Paysandú (dezembro de 1864 - janeiro de 1865) o Paraguai declara guerra ao Brasil visto que ambos os países assinaram um tratado em que garantiriam a independência uruguaia (embora a validade do tratado seja contestada). Usando este argumento o Paraguai o fez para defender o governo blanco uruguaio. Depois de uma vitoriosa mas ineficaz campanha em Mato Grosso, as tropas do presidente Paraguaio, Marechal de Campo Francisco Solano López pretendiam alcançar o Uruguai através da província argentina de Entre Rios. Enquanto Mitre foi secretamente dando apoio militar ao golpe de estado no Uruguai e permitindo que as tropas passassem por território argentino, ele negou o acesso das tropas paraguaias. Isto levou à declaração de Guerra do Paraguai à Argentina e, mais tarde, resultou na Campanha de Corrientes.
Depois de várias derrotas do Exército Paraguaio em Corrientes (onde em Gen. Wenceslao Robles recusou-se a obedecer as ordens de López de avançar até uma posição perigosa e muito distante das linhas de suprimentos) e em Uruguaiana (onde o General Antonio de la Cruz Estigarribia, por sua própria vontade, entrou em uma armadilha, se rendendo com 10 000 homens), os soldados "guaranis" tinham se retirado da Argentina, depois de duras batalhas com geral Wenceslao Paunero e seus homens.
Solano López declarou Antonio de la Cruz Estigarribia um "traidor" e "espião dos inimigos" (mais tarde, Estigarribia se juntaria à infame Legião Paraguaia)[carece de fontes?] e substituiu Wenceslao Robles por seu general mais confiável, Resquín.

## A batalha
As tropas paraguaias se retiraram para seu próprio território, protegidos pela Fortaleza de Itapirú. O general Conesa, líder dos aliados, tentou capturar os fugitivos retrocedendo logo em seguida pelo alto risco da operação, permitindo assim que os paraguaios pudessem organizar contra-ataques. Solano López entendeu isso e enviou uma pequena incursão de cerca de 100 a 200 homens através do rio contra postos aliados. Mais notáveis foram as incursões dos dias 13, 16, 17, 19 e 25 de janeiro. Em 29 de janeiro de 1866, 400 paraguaios atravessaram o rio Paraná e expulsaram os argentinos de Corrales (Correntina Paso de la Patria).
O presidente Mitre ordenou ao Coronel Conesa recapturar Corrales. Ainda, no dia 31, o Presidente López enviou uma nova força 1.200 homens sob o comando do Tenente Coronel José Eduvigis Diaz, mas organizados em três unidades. A primeira, sob o comando do Tenente Celestino Prieto dirigiu-se para Corrales, a segunda sob o comando do Tenente-coronel Saturnino Viveros dirigiu-se para o forte de Itapiru, enquanto a terceira foi posto na reserva.
O general Conesa, em uma ação ousada, quase emboscou, com total surpresa, um batalhão comandado pelo Tenente Celestino Prieto de 250 homens. Mas o pântano barulhento e o cantarolar das tropas argentinas estragaram o ataque-surpresa e os paraguaios fugiram sob fogo pesado. Após isso, o General Resquin ordenou os comandante Diaz, Viveros e Prieto colocarem suas tropas em posições estratégicas ao redor dos pântanos a fim de emboscar e lançar contra-ataques sobre os exércitos aliados. 200 homens sob o comando de Diaz foram postos ao centro, enquanto 700 homens de Viveros e Prieto foram postos nos flancos.
Ao cair da noite, as tropas argentinas tentaram tomar a aldeia à carga de baionetas tendo esgotado suas munições. Às 18h30min, Conesa ordenou uma retirada.
Houve cerca de 500 baixas (mortos e feridos) no lado paraguaio e cerca da 1000 (em sua maioria mortos) no lado aliado.

## Resultado

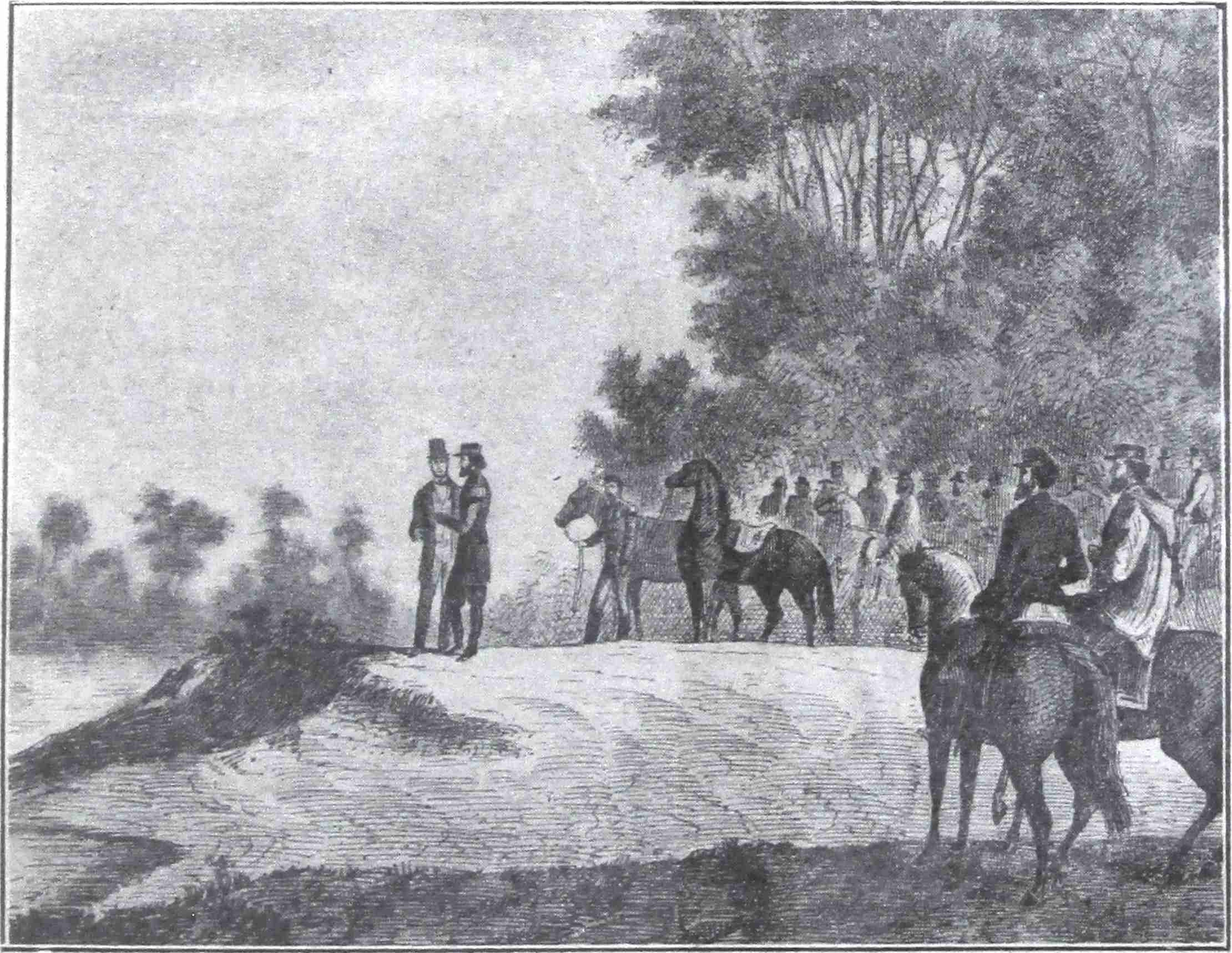
O general em chefe do exército aliado, D. Bartolomé Mitre, e Guillermo Rawson, Ministro de Interior da República Argentina, visitando o local do combate de 31 de janeiro de 1866.

Apesar da vitória obtida pelo Exército Paraguaio, Lopez nunca mais organizou um assalto similar com suas tropas contra os aliados. Os Paraguaios embarcaram em seus navios na noite de 1 de fevereiro, de volta a Itapiru.
O general Bartolomé Mitre, elogiou a coragem dos soldados argentinos (incluindo entre as mortes de Juan Serrano e Bernabé Márquez), mas exortou as suas tropas que tivessem mais cautela em futuros combates.

A Fortaleza de Itapiru, eventualmente, iria cair em 5 de abril de 1866. A cidade argentina de Pehuajó tem o seu nome em honra do seu fundador, Dardo Rocha, veterano que lutou nesta batalha.